# Да (тепловоз)
RSD-1 (ДА) — тепловоз типу 3о—3о потужністю 1000 к. с. випускався фірмою American Locomotive Company з 1942 по 1946. Шестивісна версія тепловоза RS-1. Спочатку тепловози будувалися для Ірану, пізніше значна партія (за радянськими даними — 70, з них 2 потонули дорогою) цих тепловозів надійшла до Радянського Союзу, де отримали позначення ДА20 (Дизельний локомотив компанії АЛКО з навантаженням на вісь 20 т). 1947 в СРСР почався випуск тепловозів серії ТЕ1, які були копією тепловозів ДА. У меншій кількості тепловози RSD-1 експлуатувалися на залізницях Північної Америки (США і Мексика).

## Технічні характеристики дизельного двигуна
- виробник — ALCO
- тип — простої дії з безкомпресорним розпиленням палива і турбонаддувом системи Бюхі
- марка — 539T
- потужність к.с. — 1000
- оберти потужності — 740 об/хв
- циліндрів — 6
- діаметр циліндра — 12,5”
- хід поршня — 13”
- охолодження — водяне
- кількість тактів — 4
- об'єм — 157,2
- ступінь стискання -11,8—12,5
- порядок роботи циліндрів — 1-3-5-6-4-2

## Історія
4-вісні попередники цього тепловоза будувалися у США, починаючи з березня 1941 і мали позначення RS-1. 1942 була створена його 6-вісна версія — RSD-1.
1943 Народний комісаріат шляхів сполучення Радянського Союзу поставив питання про замовлення в США серії таких тепловозів.
З червня 1945 тепловози серії ДА почали вводитися в експлуатацію в СРСР.
Порівняно з базовою версією тепловоза (RS-1) у цієї модифікації (за деякими даними — спеціально для поставки в СРСР) була змінена осьова формула для зменшення навантаження на рейки: RS-1 — 20 — 20, ДА (RSD-1) — 30 — 30.
Спочатку повне найменування серії було ДА20, а з 1947 тепловоз позначали (у літературі і на самих тепловозах) ДА.

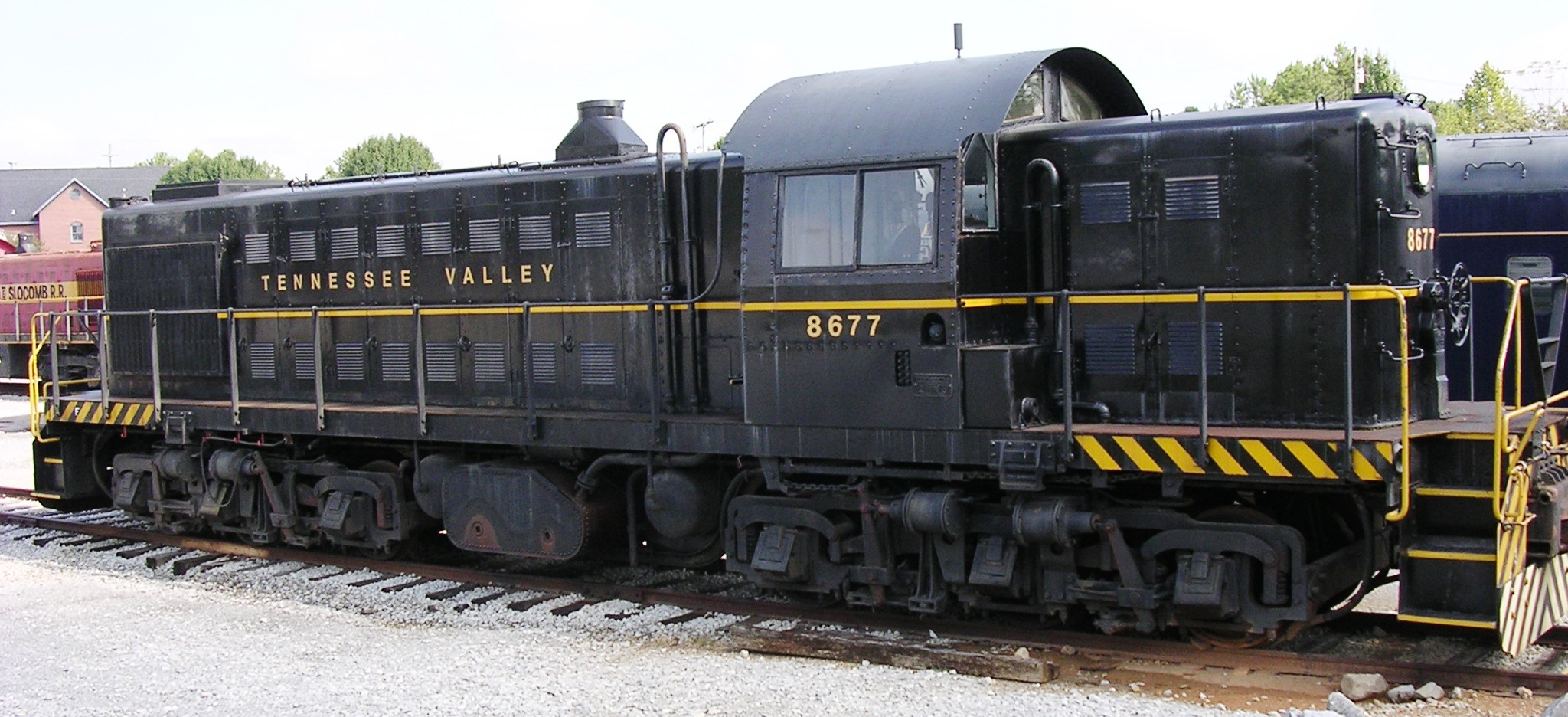
Тепловоз RSD-1 в залізничному музеї Tennessee Valley, США

В Радянський Союз тепловози серії ДА надходили морським шляхом через Мурманський і Молотовський (поблизу Архангельська) порти. Після транспортування тепловози збирали і відправляли в підмосковне депо Раменське Московсько-Рязанської залізниці.
При підготовці в липні 1945 локомотивів для урядового поїзда до Потсдама, де мала відбутися конференція трьох держав, було вирішено використовувати як локомотив прикриття тепловоз ДА20-27. Незабаром після Можайська урядовий поїзд зупинився на підйомі через боксування паровоза. Після цього паровоз був замінений тепловозом ДА20-27, який вів поїзд до Потсдама.
Всього зі США до Радянського Союзу у першій половині 1945 надійшло 68 тепловозів серії ДА. Тепловози ДА20-41 і ДА20-50 затонули при транспортуванні.
У зв'язку з необхідністю ремонту тепловозів ДА і ДБ був побудований Астраханський тепловозоремонтний завод.
В кінці 1940-их на базі тепловоза ДА був розроблений тепловоз ТЕ1. Тепловоз був виконаний з повторенням конструкції тепловоза ДА, однак в проект були внесені зміни у зв'язку з переведенням розмірів з футів і дюймів на метричну систему. Був змінений діаметр рушійних коліс, замінено гальмівне обладнання, діаметр циліндрів і хід поршнів двигуна і деякі інші параметри.
Перший тепловоз ТЕ1 Харківський завод транспортного машинобудування випустив у березні 1947.
Тепловози були виключені з інвентаря залізниць СРСР у 1980-их.